# Municipio local de Tswaing
El municipio local de Tswaing es un municipio que comprende las poblaciones de Delareyville, Sannieshof y Ottosdal en el Distrito Municipal Central situado en la provincia del Noroeste de Sudáfrica.

## Localidades principales
Según el censo de 2001 el municipio está integrado por las siguientes localidades:
| Localidad                            | Código censal | Superficie (km²) | Población | Idioma principal |
| ------------------------------------ | ------------- | ---------------- | --------- | ---------------- |
| Agisanang                            | 60701         | 1,22             | 6 138     | Tswana           |
| Atamelang                            | 60702         | 1,67             | 5 240     | Tswana           |
| Bakolobeng                           | 60703         | 8,25             | 5 726     | Tswana           |
| Barolong Boo Ratlou Ba Ga Seitshwaro | 60704         | 47,41            | 25 243    | Tswana           |
| Bopanang                             | 60705         | 7,72             | 16 581    | Tswana           |
| Delareyville                         | 60706         | 4,18             | 2 717     | Tswana           |
| Kopano                               | 60707         | 1,54             | 649       | Tswana           |
| Letsopa                              | 60708         | 1,31             | 11 779    | Tswana           |
| Mixed TA                             | 60709         | 663,59           | 1 141     | Tswana           |
| Ottosdal                             | 60710         | 2,43             | 1 264     | Afrikáans        |
| Sannieshof                           | 60711         | 2,13             | 1 281     | Afrikáans        |
| Resto del municipio                  | 60712         | 5 224,63         | 36 379    | Tswana           |